# 김천휴게소
김천휴게소(金泉休憩所, Gimcheon Service Area)은 경상북도 김천시 농소면 신촌리에 위치한 경부고속도로의 고속도로 휴게소이다. 부산기점에서 194km 떨어진 곳에 위치하며, 양방향 모두 휴게소가 존재한다. 2010년에 추풍령휴게소와 칠곡휴게소 간의 거리가 멀어서 생기는 불편함을 해소하기 위해 완공되었다. 서울 방향 휴게소의 주소는 경상북도 김천시 농소면 경부고속도로 194, 부산 방향의 주소는 경상북도 김천시 농소면 경부고속도로 193이다.

## 시설

### 서울 방향
- 현금인출기
- 브랜드매장 : 던킨도너츠
- 경정비소 : 없음
- 화물휴게소 : 있음
- 정유사 : 알뜰주유소, 현대오일뱅크(LPG)
- 대표음식 : 부대찌개
  - 북위 36° 07′ 51″ 동경 128° 09′ 52″ / 북위 36.1309658°  동경 128.1644129°

### 부산 방향
- 현금인출기
- 브랜드매장 : 던킨도너츠
- 경정비소 : 없음
- 화물휴게소 : 있음
- 정유사 : 알뜰주유소, GS칼텍스(LPG)
- 대표음식 : 고추장불고기
  - 북위 36° 07′ 45″ 동경 128° 09′ 53″ / 북위 36.1291003°  동경 128.1647728°

## 다음 휴게소
상행선
- 경부고속도로 서울방향 추풍령휴게소 19km

하행선
- 경부고속도로 부산방향 칠곡휴게소 35km
- 중부내륙고속도로 양평방향 선산휴게소 25km
- 중부내륙고속도로 창원방향 성주휴게소 28km

## 전후
서울 방향
- 김천 나들목 ← 김천휴게소 ← 동김천 나들목
- 추풍령휴게소 ← 김천휴게소 ← 칠곡휴게소

부산 방향
- 김천 나들목 → 김천휴게소 → 동김천 나들목
- 추풍령휴게소 → 김천휴게소 → 칠곡휴게소